# Neoraputia magnifica
Neoraputia magnifica är en vinruteväxtart som först beskrevs av Engler, och fick sitt nu gällande namn av M.Emmerich. Neoraputia magnifica ingår i släktet Neoraputia och familjen vinruteväxter. Utöver nominatformen finns också underarten N. m. robusta.